# Saint Vincent en de Grenadines op de Gemenebestspelen

Vlag van Saint Vincent en de Grenadines

Saint Vincent en de Grenadines is een land dat deelneemt aan de Gemenebestspelen (of Commonwealth Games). Sinds 1958 heeft Saint Vincent en de Grenadines negen maal deelgenomen. In totaal over deze negen edities won Saint Vincent en de Grenadines 2 medailles.

## Medailles
| Saint Vincent en de Grenadines op de Gemenebestspelen | Saint Vincent en de Grenadines op de Gemenebestspelen | Saint Vincent en de Grenadines op de Gemenebestspelen | Saint Vincent en de Grenadines op de Gemenebestspelen | Saint Vincent en de Grenadines op de Gemenebestspelen | Saint Vincent en de Grenadines op de Gemenebestspelen |
| ----------------------------------------------------- | ----------------------------------------------------- | ----------------------------------------------------- | ----------------------------------------------------- | ----------------------------------------------------- | ----------------------------------------------------- |
| Jaar                                                  | Goud                                                  | Zilver                                                | Brons                                                 | Totaal                                                | Rang                                                  |
| 1958                                                  | -                                                     | -                                                     | -                                                     | -                                                     | /                                                     |
| 1966                                                  | -                                                     | -                                                     | -                                                     | -                                                     | /                                                     |
| 1970                                                  | -                                                     | -                                                     | 1                                                     | 1                                                     | 22                                                    |
| 1974                                                  | 1                                                     | -                                                     | -                                                     | 1                                                     | 17                                                    |
| 1978                                                  | -                                                     | -                                                     | -                                                     | -                                                     | /                                                     |
| 1994                                                  | -                                                     | -                                                     | -                                                     | -                                                     | /                                                     |
| 1998                                                  | -                                                     | -                                                     | -                                                     | -                                                     | /                                                     |
| 2002                                                  | -                                                     | -                                                     | -                                                     | -                                                     | /                                                     |
| 2006                                                  | -                                                     | -                                                     | -                                                     | -                                                     | /                                                     |
| 2010                                                  | 1                                                     | -                                                     | -                                                     | 1                                                     | 22                                                    |
| 2014                                                  | -                                                     | -                                                     | -                                                     | -                                                     | /                                                     |
| 2018                                                  | -                                                     | -                                                     | -                                                     | -                                                     | /                                                     |
| 2022                                                  | -                                                     | -                                                     | -                                                     | -                                                     | /                                                     |